# Glaciación global

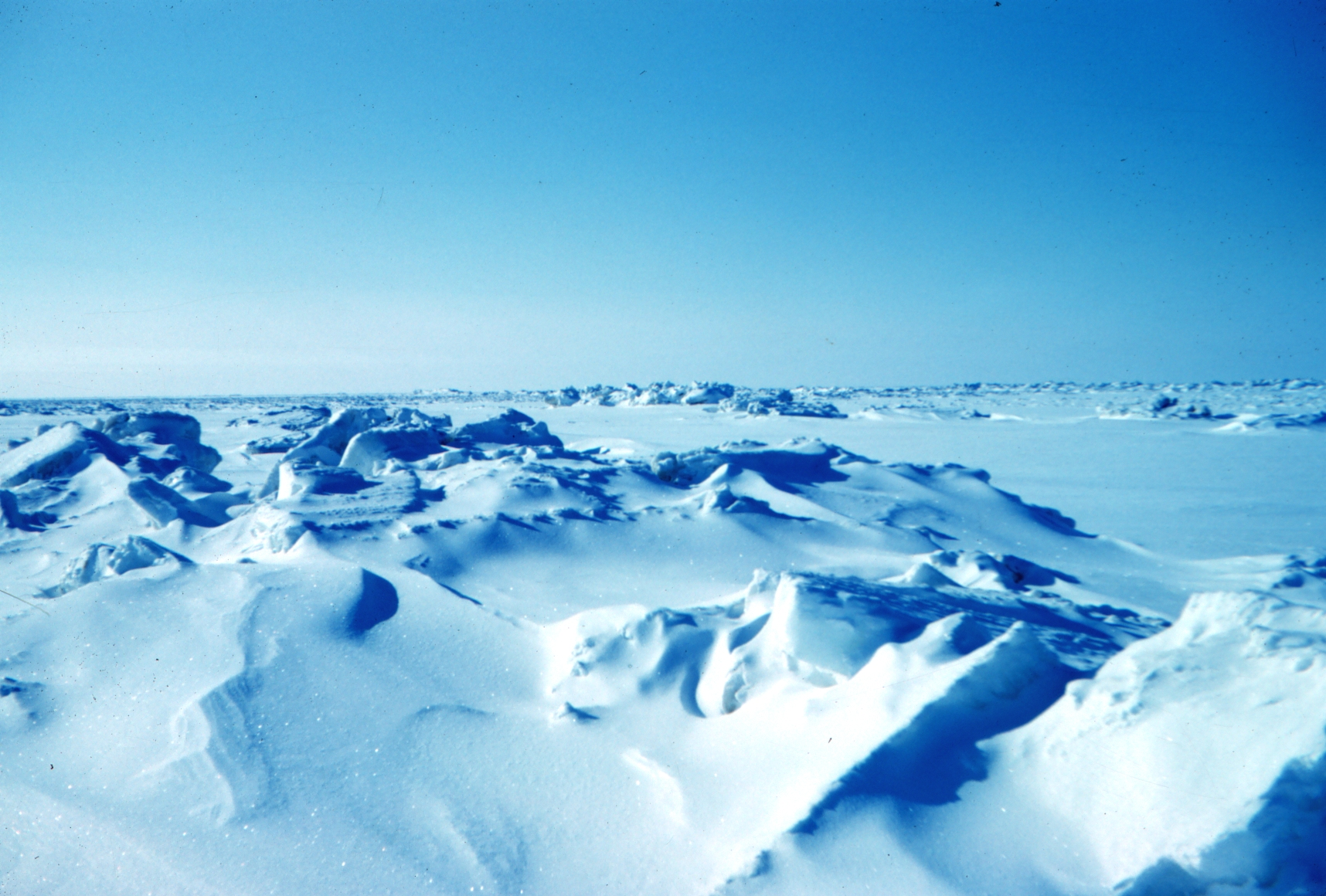
Una vista de la banquisa alaskeña. Tal vez así sea toda la superficie de la Tierra durante una superglaciación.

La hipótesis paleoclimática de la glaciación generalizada o superglaciación sostiene la ocurrencia de una o varias glaciaciones de escala mundial, durante las cuales la totalidad de los continentes y océanos de la Tierra quedaron cubiertos por una gruesa capa de hielo y alcanzaron temperaturas medias de -50 °C. La Tierra surcaría entonces el espacio como una gran bola blanca de hielo, de ahí su evocador nombre.
Sus defensores sostienen una duración de al menos una decena de millones de años, lo que convertiría a este suceso no solo en la mayor glaciación jamás experimentada por la Tierra sino también en la más duradera. Se cree que su impacto sobre la biosfera fue tal, que la vida estuvo cerca de desaparecer por completo del planeta.
Se han propuesto al menos cuatro episodios de glaciación generalizada hace entre 750-580 millones de años, aunque con causas y magnitud diferentes, por lo que el término “Tierra bola de nieve” a veces se usa de forma genérica para referirse a glaciaciones de alcance cuasimundial, y no solo al episodio de hace 750 millones de años.
La teoría todavía es objeto de controversia científica. En particular se carece de consenso sobre el mecanismo generador y su extensión real. Algunos científicos, sobre la base de una reinterpretación del registro geológico, niegan que fuera general y la reducen a un suceso de alcance similar a las recientes glaciaciones del Holoceno.

## Historia
Aunque en su formulación actual a veces se la atribuye a Hoffman, se trata de una teoría de lenta gestación, fruto del trabajo de numerosos científicos a lo largo de cinco décadas, durante las cuales ha acumulado nuevas evidencias y refinado sus planteamientos. Desde 1985 el número de artículos científicos publicados ha experimentado un notable incremento, probablemente no ajeno al aumento de la inquietud suscitada por la teoría del cambio climático antropogénico.
La constatación de la existencia de depósitos glaciales proterozoicos data de 1871 con la publicación de los estudios de Thomson sobre yacimientos escoceses. Desde entonces se sucedieron los hallazgos de nuevos yacimientos en distintas partes del mundo.
Se considera que el geólogo Sir Douglas Mawson (1882-1958) fue la primera persona en hablar de una glaciación a escala mundial; para entonces ya se habían publicado casi treinta artículos sobre nuevos yacimientos. Este explorador antártico descubrió depósitos de tillitas en el sur de Australia a los que, de acuerdo con la creencia de una distribución continental inmutable, atribuyó erróneamente un origen ecuatorial y en consecuencia propuso una glaciación de magnitud mundial.
En 1964, W.B. Harland presentó datos paleomagnéticos que evidenciaban las existencia de tillitas en Svalbard y Groenlandia que fueron depositadas a latitudes casi ecuatoriales. Consideró que la existencia de estos depósitos, cuyo espesor y magnitud indicaban una ubicación casi costera, era una clara evidencia de una glaciación general. Sin embargo, en los años sesenta la propia teoría de la tectónica de placas estaba en pleno debate científico, y tanto la reconstrucción continental como la posibilidad de una glaciación generalizada fueron ampliamente puestas en entredicho.
La hipótesis de Harland recibió un fuerte apoyo cuando Mijaíl Budiko, un reputado científico considerado uno de los padres de la climatología cuantitativa, desarrolló un modelo numérico para investigar el efecto sobre el clima de las variaciones en la radiación solar debidas a las emisiones de polvo volcánico y a cambios orbitales (los ciclos de Milankovitch). Una parte fundamental de su modelo era el mecanismo de realimentación del albedo del hielo. Los resultados indicaron que cuando la cubierta de hielo alcanzaba los 50°, se producía una realimentación del albedo descontrolada capaz de cubrir de hielo todo el planeta. Aunque el modelo se desarrolló para analizar las variaciones del clima durante el Cuaternario, demostraba la posibilidad de glaciaciones generalizadas.

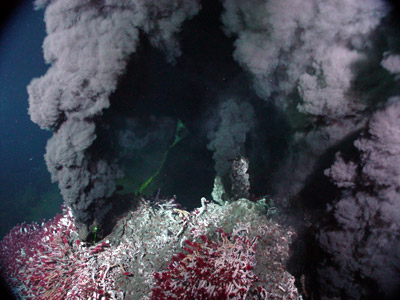
Las fumarolas negras en las dorsales medio-oceánicas pudieron ser el «último refugio» para la Vida en el planeta Tierra durante las glaciaciones generalizadas.

El descubrimiento de las fumarolas negras en las dorsales oceánicas en 1977 y la existencia de importantes comunidades de organismos extremófilos asociadas a ellos, totalmente independientes del sol para su subsistencia, eliminó otro escollo de la teoría. La vida habría podido sobrevivir a una glaciación general en tales ecosistemas.
Como síntesis de todas estas aportaciones en 1992 J.L. Kirschivink, acuñó por primera vez el término de snowball earth. En un breve capítulo de libro enunciaba formalmente la teoría al proponer un posible mecanismo de glaciación, otro de escape de la misma, y de dotarla de contraste hipotético. Según él, la distribución mayoritariamente ecuatorial de las masas continentales durante el neoproterozoico aumentó el albedo terrestre precisamente en la zona de mayor irradiancia y menor nubosidad del planeta. Este efecto se pudo ver intensificado si además existieron grandes superficies de mares someros altamente reflejantes. Este aumento del albedo -postuló- pudo ser suficiente para iniciar una glaciación ecuatorial. El escape del periodo glacial pudo producirse por un efecto de invernadero por acumulación de CO2 de origen volcánico, y facilitado por la interrupción de su asimilación por los océanos y la tierra, ambos desconectados de la atmósfera por el hielo. Una condición necesaria para este escape era que las temperaturas en los polos no alcanzasen los -80 °C pues entonces todo el CO2 se habría precipitado como hielo seco -tal como ocurre en lo polos de Marte-, dejando la atmósfera sin gases de invernadero. Este mecanismo tendría varias implicaciones susceptibles de ser verificadas:
1. Se precisaría de una elevada sincronía de todos los depósitos glaciares de la época.
2. Estos poseerían una elevada similitud estratigráfica.
3. Deberían aparecer importantes capas de argillitas laminadas como consecuencia de la reoxigenación de un mar anóxico.

En 1998 Paul Hoffmann y su equipo dieron un nuevo y definitivo impulso a la teoría con el análisis estratigráfico e isotópico de importantes formaciones geológicas en Namibia, correspondientes al antiguo cratón del Congo. Aportó nuevos datos sobre la amplitud, duración e impacto en la biosfera. El aspecto más sorprendente de sus investigaciones eran las evidencias de una brusca transición, en términos geológicos, de la fase glacial a una fase de invernadero de elevadas temperaturas. Hoffman lo atribuía a la súbita liberación atmosférica del CO2 de origen volcánico hasta entonces acumulado en capas subaéreas. Esta brusca transición explicaba la formación de grandes depósitos carbonatados sobre las tillitas y la formación de arcillas ferrugíneas bandeadas. Se estima que la concentración de CO2 pasó de valores mínimos a concentraciones del orden de 350 veces la actual. El análisis isotópico de los carbonatos reveló que el carbono de los estratos glaciales era extremadamente bajo en 13C, lo que indicaba una falta casi total de actividad biológica marina. Las fluctuaciones de este isótopo indicaban además que, en aquella era, hubo varios ciclos de glaciación y deshielo.
Finalmente el equipo franco-estadounidense DTM (Deep Time Modelling), dirigido por el climatólogo Yannick Donnadieu (que trabaja en el CNRS francés), con el apoyo de simulaciones informáticas del modelo GEOCLIM, ha renovado el debate sobre las causas que provocaron la glaciación. De acuerdo con sus simulaciones, la ruptura del supercontinente Rodinia facilitó un aumento de la escorrentía y en consecuencia un mayor consumo de CO2 atmosférico por meteorización de los silicatos. Como resultado la concentración de CO2 atmosférico pudo descender hasta los valores necesarios para iniciar la glaciación.

## Proceso
Se cree que el desencadenante principal pudo ser un descenso en la concentración atmosférica de los gases de efecto de invernadero como el CO2 y CH4. Curiosamente este descenso situaría su concentración en niveles similares a los actuales, no obstante debe recordarse que hace 900 Ma el Sol era aproximadamente un 6 % más débil y la Tierra precisaba de un mayor efecto de invernadero para obtener temperaturas «habitables».
La causa de este descenso parece ser diferente para el CO2 (dióxido de carbono) y para el CH4 (metano).
En el caso del CO2, varias causas pudieron contribuir a un drástico descenso. Donnadieu propuso la combinación de tres fenómenos geológicos que acelerarían el proceso de meteorización de los silicatos, reduciendo su concentración atmosférica. Geológicamente, la concentración atmósfera-océano del CO2 está en equilibrio. La cantidad de gas que ambos reservorios acumulan depende del balance entre los procesos de aporte y eliminación, que a escala planetaria configuran un ciclo de unos 100 000 años. El suministro se debe principalmente a las emisiones volcánicas y a las emanaciones metamórficas. Su presencia en el vapor de agua acidifica las nubes provocando una lluvia ácida que es neutralizada por los silicatos en una reacción de meteorización durante la cual el CO2 es transformado en CaCO3. Una vez disuelto en el agua de los ríos como ion HCO3- es devuelto al océano, La eliminación ocurre en el océano a cargo de los organismos calcificadores (principalmente algas y cianobacterias, pero también protozoos y algunos metazoos) que lo usan como elemento de sostén en forma de carbonato. A la muerte de estos precipita creando enormes depósitos sedimentarios que subducen con la corteza oceánica en las dorsales oceánicas, reincorporándose así al magma y cerrando el ciclo. Como la meteorización de los silicatos es el proceso más lento, en el ámbito mundial el ciclo se acelera en épocas cálidas y húmedas y se hace más lento en las frías y secas.
Donnadieu propuso que la anómala distribución tropical de las tierras emergidas durante el período Criogénico, en forma del antiguo supercontinente denominado Rodinia, aceleraría la tasa de meteorización de los silicatos, pues en los trópicos el clima es idóneo para ello. Esta aceleración se vería reforzada por dos fenómenos adicionales, por un lado hace 830 ma Rodinia comenzó a fracturarse provocando que el clima continental del interior evolucionara hacia otro más tropical al disminuir la continentalidad. El otro fenómeno fueron las masivas erupciones volcánicas de hace 730 ma del ártico canadiense, entonces localizado en pleno ecuador, y que generaron masivas coladas basálticas. El basalto es especialmente sensible a la meteorización. En conjunto estos tres fenómenos aceleraron la meteorización y provocaron un descenso masivo del CO2 atmosférico reduciendo el efecto invernadero.
La reducción del otro gas, al parecer implicado, es más simple pero está menos contrastada. El CH4 (metano) es suministrado a la atmósfera principalmente por los organismos metanogénicos y es eliminado por oxidación con el O2 atmosférico. Los niveles actuales de O2 determinan una duración media de 10 años, pero en la atmósfera primitiva mucho más pobre en oxígeno, su duración, y por tanto su acumulación, serían muy superiores. El efecto invernadero del metano es unas 30 veces superior al del CO2. Se cree que la proliferación de los organismos fotosintéticos ocasionó un brusco aumento del O2 y descenso del metano. No obstante se sabe que el boom de los primeros organismos fotosintéticos ocurrió hace unos 2400 ma, en coincidencia con las glaciaciones huronianas, otros grandes episodios de glaciación mucho más antiguos pero no de carácter tan general.
Los resultados obtenidos por diferentes investigadores, aplicando estas condiciones de partida a modelos climáticos, difieren en la magnitud del fenómeno, desde una glaciación general con una tierra completamente cubierta por una capa de hielo de varios kilómetros de espesor; hasta una tierra en la cual los casquetes glaciares de ambos polos se extienden hasta latitudes casi ecuatoriales, pero que dejan libre de congelación los trópicos. En cualquier caso todos los modelos verifican el efecto albedo descontrolado predicho por Budiko, en el que el hielo aumenta la proporción de luz solar reflejada y devuelta al espacio, la tierra conserva menos energía solar, y en consecuencia se enfría aún más.
Este proceso se autoalimenta o retroalimenta hasta llegar a su lógico final: la extensión máxima de los casquetes, convirtiendo la Tierra, hace 750 millones de años, en un planeta totalmente helado, con una temperatura de -20 grados en el ecuador y de -80 en los polos.

## Consecuencias para la vida
También se ha sugerido que los periodos de frío intenso han sido un obstáculo para la evolución de vida multicelular. Los embriones más antiguos conocidos, procedentes de la formación de Doushantuo en China, aparecen sólo un millón de años después de que la Tierra emergiese de una glaciación general, sugiriendo que la capa de hielo y los fríos océanos podrían haber impedido la aparición de vida compleja. Por ejemplo, los organismos ediacáricos, también conocidos como biota del periodo Ediacárico (que representan los organismos multicelulares complejos más antiguos conocidos), aparecieron poco después de que la Tierra se deshelase después de la extensa y última glaciación del periodo criogénico.

## Dos cuestiones fundamentales

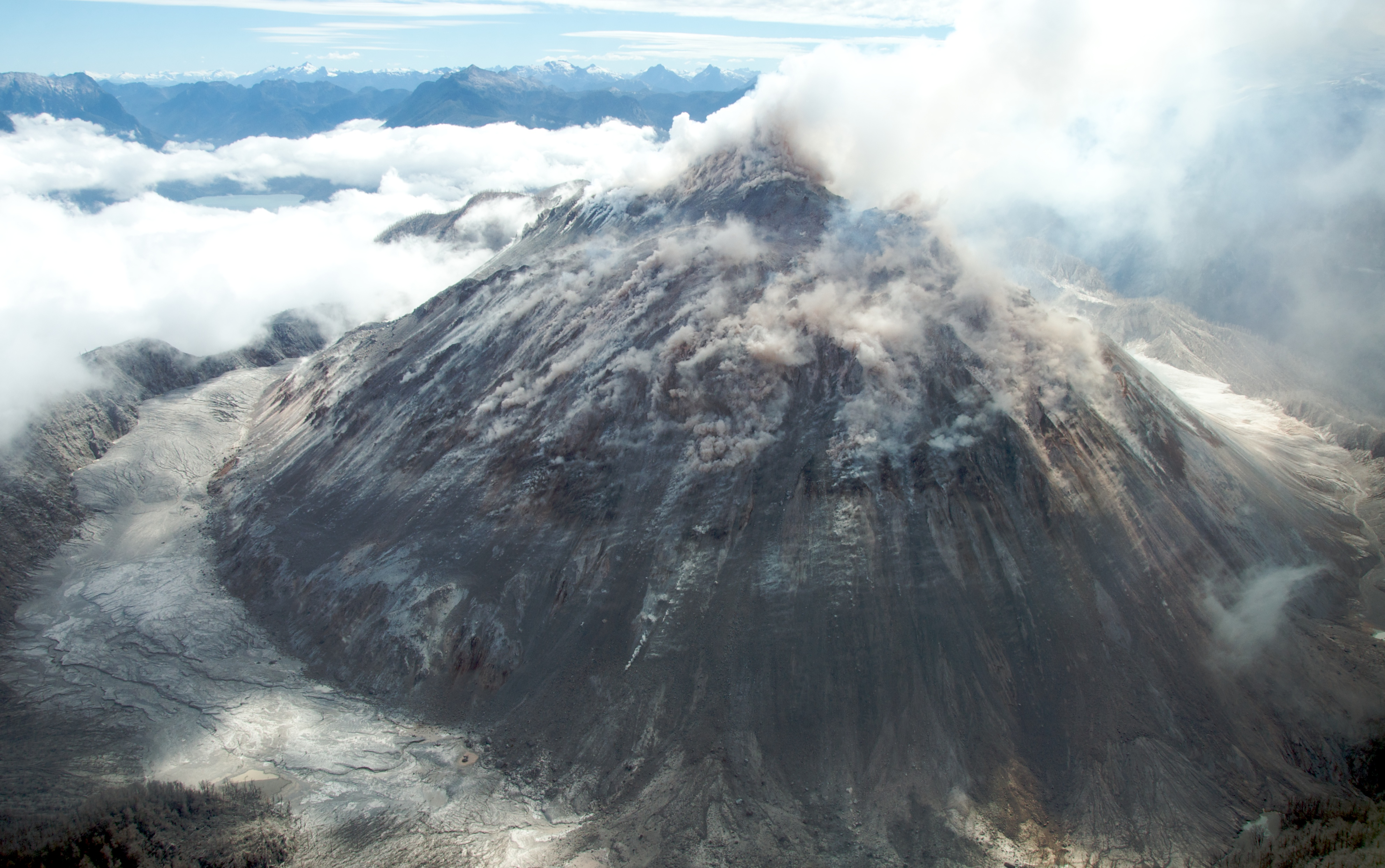
Las emisiones de CO_{2} de los volcanes crearían un efecto invernadero suficiente para sacar a la Tierra de la glaciación generalizada.

Dos cuestiones fundamentales se plantean.
- ¿Cómo salió el planeta de este círculo vicioso? Todo indica que fueron los mismos volcanes los que lo hicieron. En efecto, en un mundo de hielo, el balance de la actividad volcánica es positivo en CO2 (pues lo emiten los volcanes), y la atmósfera llegó a alcanzar una concentración 350 veces más alta que la actual. El efecto de invernadero hizo subir la temperatura hasta conseguir que al menos una parte del mar se descongelase.

- ¿Cómo sobrevivió la vida? En esta época la vida estaba constituida por microorganismos acuáticos. Algunas especies pudieron sobrevivir porque al congelarse lentamente el agua se transforma en hielo muy transparente, y la escasa luz que lograba atravesar la enorme capa de hielo sobre el mar bastaba para mantener el primer eslabón de la cadena alimenticia. Otra posibilidad más plausible es que las cianobacterias pudiesen sobrevivir en las numerosas fumarolas del fondo marino (en las dorsales oceánicas), sin necesidad de la luz solar y del oxígeno, alimentándose de carbonatos y CO2, y formando un ecosistema que seguramente no fue perturbado por la glaciación.